# Andrea del Pozzo

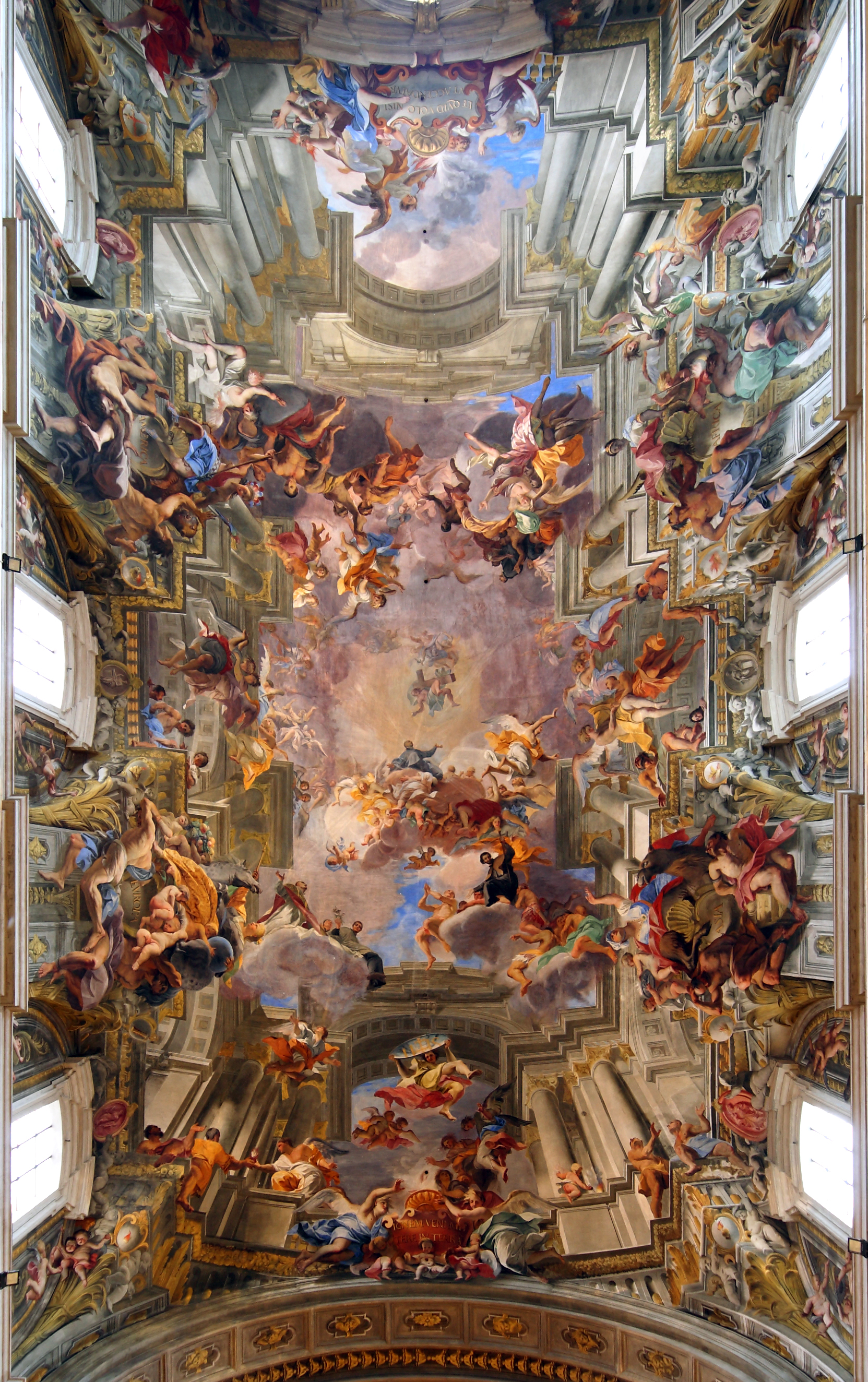
Fresk Apoteoza św. Ignacego, kościół św. Ignacego w Rzymie

Andrea del Pozzo lub Andrea Pozzo (ur. 30 listopada 1642 w Trydencie, zm. 31 sierpnia 1709 w Wiedniu) – włoski malarz, architekt barokowy i jezuita. 

## Życiorys
Zajmował się malarstwem iluzjonistycznym, w którym starał się zacierać granice pomiędzy architekturą a malarstwem (tzw. kwadratura).

## Wybrane dzieła
Freski:
- Apoteoza św. Ignacego - ukończone w 1689, Kościół św. Ignacego w Rzymie